# 河西堡镇
河西堡镇，是中华人民共和国甘肃省金昌市永昌县下辖的一个乡镇级行政单位。

## 行政区划

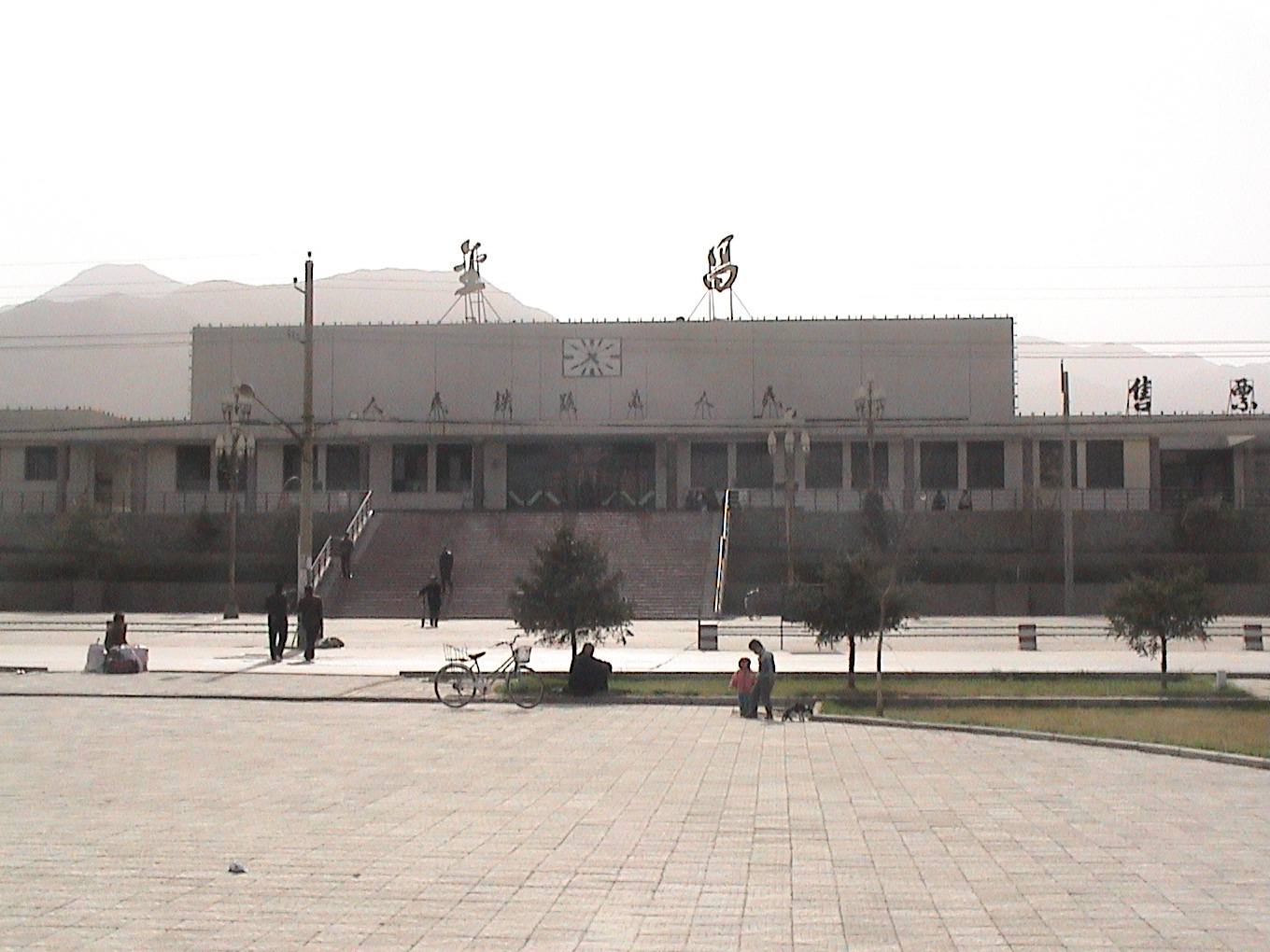
金昌站位於本鎮

河西堡镇下辖以下地区：
车站路社区、玉河路社区、永河路社区、昌河路社区、银河路社区、金河路社区、河西堡村、沙窝村、鸳鸯池村、河东堡村、西庄子村、下洼子村、宗家庄村、皇家泉村、上三庄村、青山堡村、大寨子村和寺门村。